# Longèves (Vendeia)
Longèves é uma comuna francesa na região administrativa da Pays de la Loire, no departamento de Vendéia. Estende-se por uma área de 11,72 km². Em 2010 a comuna tinha 1 386 habitantes (densidade: 118,3 hab./km²).